# مرکز هنرهای نمایشی کوالالامپور
مرکز هنرهای نمایشی کوالالامپور (مالایی: Pentas Seni Kuala Lumpur) در سنتول پارک کوالا لامپور، یکی از مراکز هنر نمایشی تأسیس شده در مالزی است. این مرکز یک شرکت غیرانتفاعی، با اهداف ترویج و تقویت هنرهای نمایشی برای مردم مالزی است.
مرکز هنرهای نمایشی کوالالامپور، سرای ارکستر کی‌ال‌پی‌ای‌سی است که در سال ۲۰۰۶ تأسیس گردید. این ارکستر در سابق به نام کی‌ال‌پی‌ای‌سی سینفونیتا شناخته می‌شد.

## پس‌زمینه

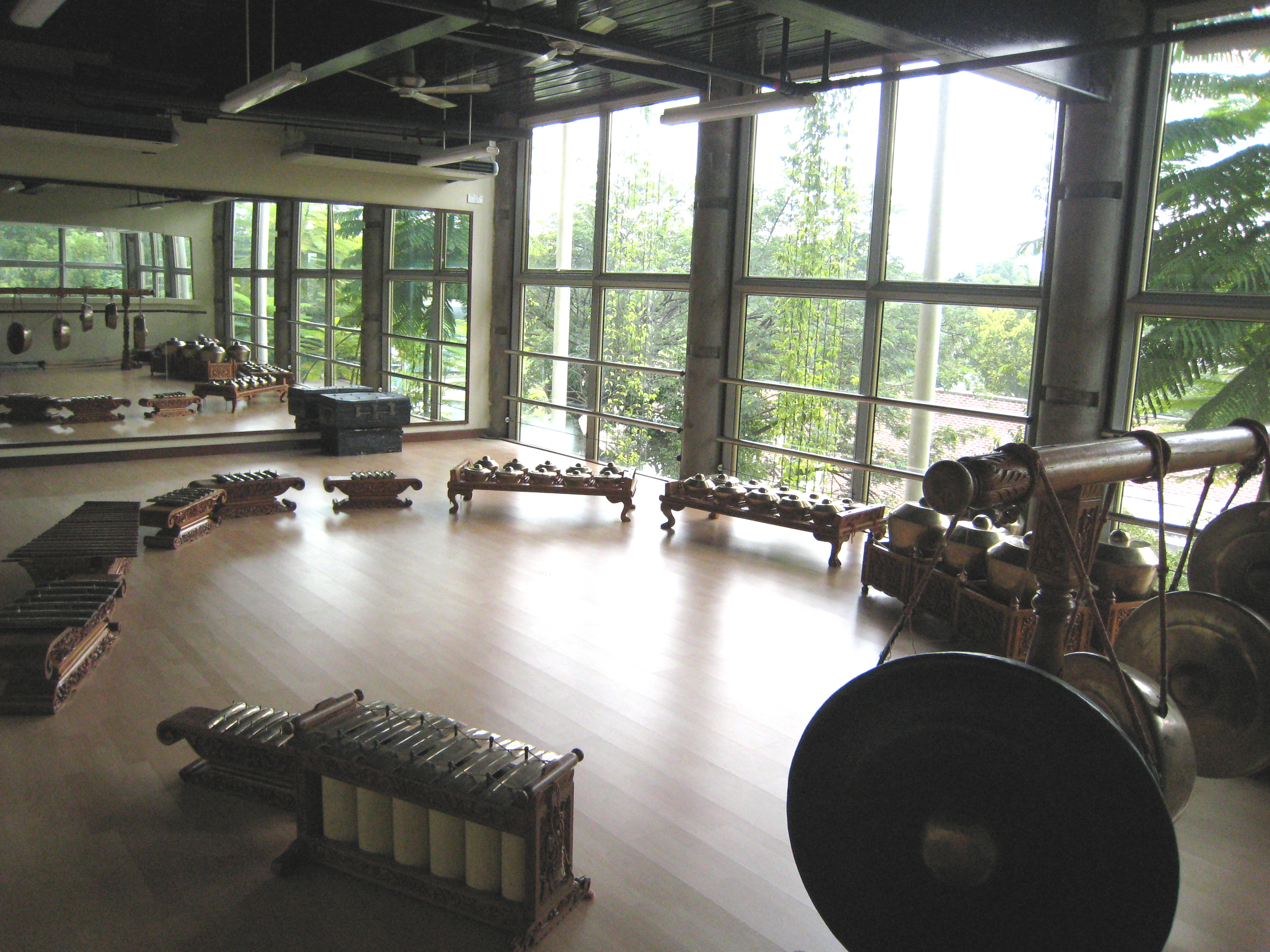
استودیو 1 KLPAC ویژه تمرین

در سال ۱۹۹۵، فریده مریکان و جو هشام اولین تئاتر خصوصی را با نام استودیو آکتور (The Actor's Studio) در پلازا پوترا راه اندازی کردند (در حال حاضر با نام داتاران آندرگراند شناخته می‌شود). اگرچه در روز ۱۰ ژوئن ۲۰۰۳، سیل ناگهانی مجموعه آندرگراند را ویران کرد. در ماه مهٔ ۲۰۰۴، استودیو آکتور، وای‌تی‌ال و یایاسان بودی پنیایانگ (Yayasan Budi Penyayang) مالزی برای راه اندازی یک مرکز هنرهای نمایشی جدید مشارکت کردند. ساخت این مرکز در ماه مهٔ ۲۰۰۴ شروع شد و یک سال بعد به پایان رسید. در ماه مهٔ ۲۰۰۵، کی‌ال‌پی‌ای‌سی برای استفاده عموم به بهره‌برداری رسید.

## سالن‌ها و هنرکده‌ها
یک مرکز هنرهای نمایش جامع همراه با فضایی بالغ بر ۷٬۶۱۴ مترمربع که شامل بخش‌های زیر است:
- پنتاس ۱: ۵۰۴ صندلی (پیش صحنه تالار)
- پنتاس ۲: ۱۹۲ صندلی مدولار (بلک باکس تالار)
- ایندیسینه (Indicine): ۱۰۰ صندلی
- آکادمی: ۹ هنرکده جهت تعلیم و تمرین